# Natação nos Jogos Olímpicos de Verão de 2012 - 100 m livre masculino

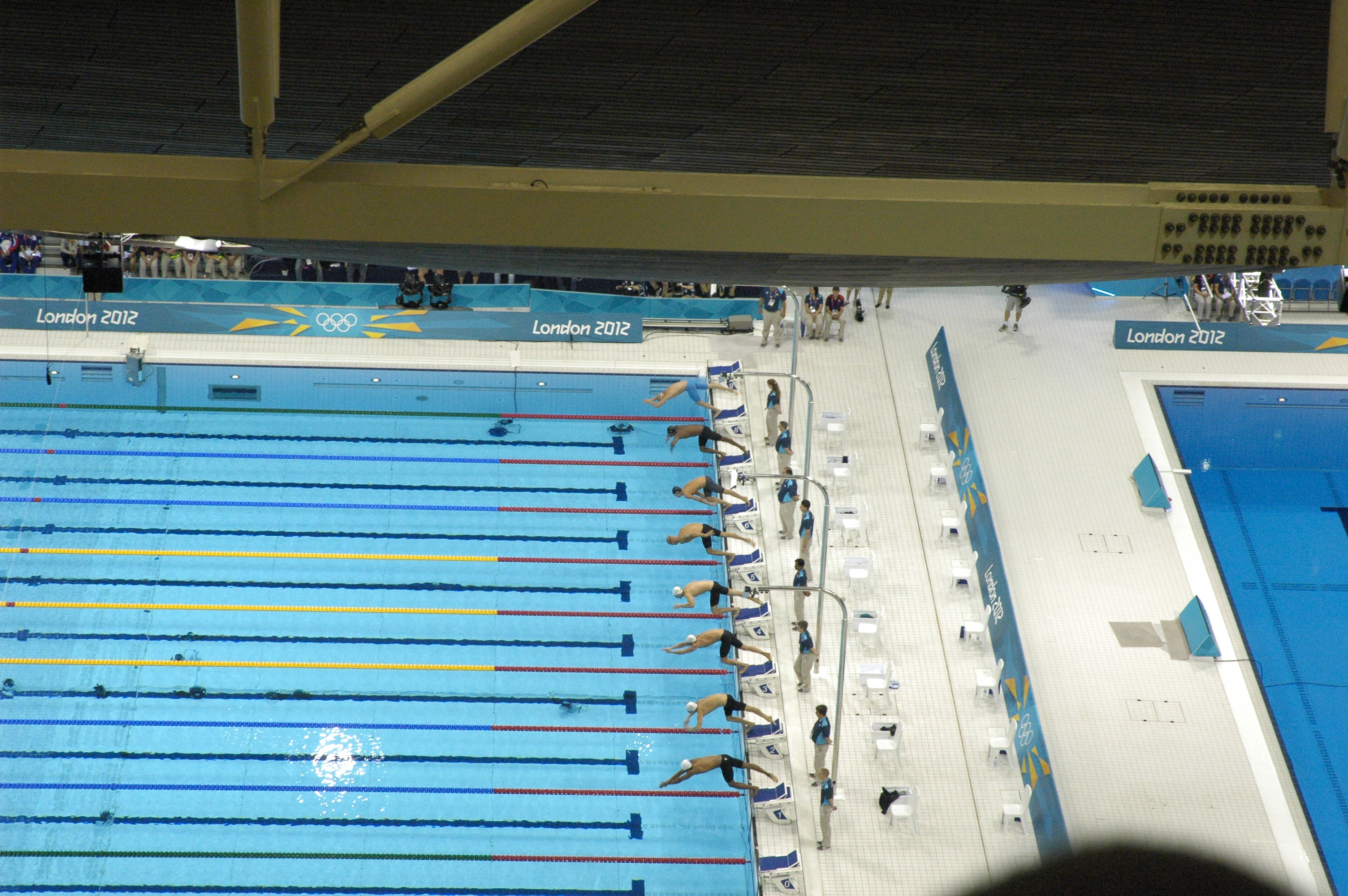
Disputa da oitava bateria eliminatória dos 100 m livre

A competição dos 100 metros livre masculino da natação nos Jogos Olímpicos de Verão de 2012 foi disputada nos dias 31 de julho e 1 de agosto no Centro Aquático de Londres.

## Medalhistas
| Ouro   | USA Nathan Adrian   |
| Prata  | AUS James Magnussen |
| Bronze | CAN Brent Hayden    |

## Recordes
Antes desta competição, os recordes mundiais e olímpicos da prova eram os seguintes:
| Tipo | Atleta         | Tempo | Local  | Data                 |
| ---- | -------------- | ----- | ------ | -------------------- |
|      | César Cielo    | 46.91 | Roma   | 30 de julho de 2009  |
|      | Eamon Sullivan | 47.05 | Pequim | 13 de agosto de 2008 |

## Resultados

### Eliminatórias
| Pos. | Elim. | Raia | Nadador                  | CON                          | Tempo   | Notas            |
| ---- | ----- | ---- | ------------------------ | ---------------------------- | ------- | ---------------- |
| 1    | 6     | 5    | Nathan Adrian            | USA Estados Unidos           | 48.19   | Q                |
| 2    | 6     | 1    | Gideon Louw              | RSA África do Sul            | 48.29   | Q                |
| 3    | 8     | 2    | Sebastiaan Verschuren    | NED Países Baixos            | 48.37   | Q                |
| 4    | 8     | 4    | James Magnussen          | AUS Austrália                | 48.38   | Q                |
| 5    | 8     | 5    | Brent Hayden             | CAN Canadá                   | 48.51   | Q                |
| 6    | 6     | 7    | Brett Fraser             | CAY Ilhas Cayman             | 48.54   | Q                |
| 6    | 7     | 8    | Pieter Timmers           | BEL Bélgica                  | 48.54   | Q,               |
| 8    | 6     | 3    | Nikita Lobintsev         | RUS Rússia                   | 48.60   | Q                |
| 9    | 8     | 7    | Cullen Jones             | USA Estados Unidos           | 48.61   | Q                |
| 10   | 7     | 7    | Konrad Czerniak          | POL Polônia                  | 48.63   | Q                |
| 11   | 6     | 4    | César Cielo              | BRA Brasil                   | 48.67   | Q                |
| 12   | 7     | 4    | James Roberts            | AUS Austrália                | 48.93   | Q                |
| 12   | 7     | 5    | Yannick Agnel            | FRA França                   | 48.93   | Q                |
| 14   | 8     | 3    | Fabien Gilot             | FRA França                   | 48.95   | Q                |
| 15   | 7     | 2    | Hanser García            | CUB Cuba                     | 48.97   | Q                |
| 16   | 8     | 1    | Shaune Fraser            | CAY Ilhas Cayman             | 48.99   | Q                |
| 17   | 5     | 4    | Norbert Trandafir        | ROU Romênia                  | 49.02   |                  |
| 18   | 7     | 6    | Marco di Carli           | GER Alemanha                 | 49.03   |                  |
| 19   | 6     | 2    | Filippo Magnini          | ITA Itália                   | 49.18   |                  |
| 20   | 6     | 8    | Adam Brown               | GBR Grã-Bretanha             | 49.20   |                  |
| 21   | 7     | 3    | Graeme Moore             | RSA África do Sul            | 49.29   |                  |
| 22   | 8     | 6    | Luca Dotto               | ITA Itália                   | 49.43   |                  |
| 23   | 5     | 2    | Martin Verner            | CZE República Checa          | 49.49   |                  |
| 24   | 7     | 1    | Nicolas Oliveira         | BRA Brasil                   | 49.51   |                  |
| 25   | 8     | 8    | Stefan Nystrand          | SWE Suécia                   | 49.55   |                  |
| 26   | 5     | 6    | David Dunford            | KEN Quênia                   | 49.60   |                  |
| 27   | 4     | 5    | Kemal Arda Gürdal        | TUR Turquia                  | 49.71   |                  |
| 28   | 5     | 7    | Mindaugas Sadauskas      | LTU Lituânia                 | 49.78   |                  |
| 29   | 5     | 8    | Dominik Meichtry         | SUI Suíça                    | 49.95   |                  |
| 30   | 4     | 7    | Uvis Kalniņš             | LAT Letônia                  | 49.96   |                  |
| 31   | 5     | 1    | Kristian Gkolomeev       | GRE Grécia                   | 50.08   |                  |
| 32   | 4     | 6    | Benjamin Hockin          | PAR Paraguai                 | 50.12   |                  |
| 33   | 4     | 3    | Nabil Kebbab             | ALG Argélia                  | 50.37   |                  |
| 34   | 4     | 4    | Yauhen Tsurkin           | BLR Bielorrússia             | 50.53   |                  |
| 35   | 4     | 1    | Gabriel Melconian Alvez  | URU Uruguai                  | 50.68   |                  |
| 36   | 4     | 8    | Branden Whitehurst       | ISV Ilhas Virgens Americanas | 51.04   |                  |
| 37   | 3     | 4    | Sidni Hoxha              | ALB Albânia                  | 51.11   | Recorde nacional |
| 38   | 3     | 2    | Kevin Avila Soto         | GUA Guatemala                | 51.44   |                  |
| 39   | 3     | 5    | Andrew Chetcuti          | MLT Malta                    | 51.67   | Recorde nacional |
| 40   | 3     | 3    | Jemal le Grand           | ARU Aruba                    | 51.86   |                  |
| 41   | 3     | 7    | Andrew Rutherfurd        | BOL Bolívia                  | 52.57   |                  |
| 42   | 3     | 6    | Mohammed Bidarian        | IRI Irã                      | 52.93   |                  |
| 43   | 2     | 4    | Esau Simpson             | GRN Granada                  | 53.26   |                  |
| 44   | 3     | 8    | Christopher Duenas       | GUM Guam                     | 53.37   |                  |
| 45   | 3     | 1    | Mikael Koloyan           | ARM Armênia                  | 53.82   |                  |
| 46   | 2     | 2    | Sergeý Krowýakow         | TKM Turcomenistão            | 54.43   | Recorde nacional |
| 47   | 2     | 3    | Paul Elaisa              | FIJ Fiji                     | 54.87   |                  |
| 48   | 2     | 5    | Niall Roberts            | GUY Guiana                   | 55.66   |                  |
| 49   | 2     | 1    | Tamir Andryei            | MGL Mongólia                 | 56.37   |                  |
| 50   | 2     | 6    | Shane Mangroo            | SEY Seicheles                | 56.46   |                  |
| 51   | 2     | 7    | Omar Núñez               | NCA Nicarágua                | 57.11   |                  |
| 52   | 1     | 4    | Mamadou Soumare          | MLI Mali                     | 57.32   |                  |
| 53   | 1     | 5    | Ahmed Husam              | MDV Maldivas                 | 57.53   |                  |
| 54   | 2     | 8    | Israr Hussain            | PAK Paquistão                | 57.86   |                  |
| 55   | 1     | 6    | Ammaar Ghadiyali         | TAN Tanzânia                 | 1:01.07 |                  |
| 56   | 1     | 3    | Beni Bertrand Binobagira | BDI Burundi                  | 1:04.57 |                  |
| 60   | 4     | 2    | George Bovell            | TRI Trinidad e Tobago        | DNS     |                  |
| 60   | 5     | 3    | Lü Zhiwu                 | CHN China                    | DNS     |                  |
| 60   | 5     | 5    | Dominik Kozma            | HUN Hungria                  | DNS     |                  |
| 60   | 6     | 6    | Danila Izotov            | RUS Rússia                   | DNS     |                  |

### Semifinal

#### Semifinal 1
| Pos. | Raia | Nadador          | CON               | Tempo | Notas |
| ---- | ---- | ---------------- | ----------------- | ----- | ----- |
| 1    | 5    | James Magnussen  | AUS Austrália     | 47.63 | Q     |
| 2    | 2    | César Cielo      | BRA Brasil        | 48.17 | Q     |
| 3    | 6    | Nikita Lobintsev | RUS Rússia        | 48.38 | Q     |
| 4    | 4    | Gideon Louw      | RSA África do Sul | 48.44 |       |
| 5    | 1    | Fabien Gilot     | FRA França        | 48.49 |       |
| 6    | 7    | James Roberts    | AUS Austrália     | 48.57 |       |
| 7    | 3    | Brett Fraser     | CAY Ilhas Cayman  | 48.92 |       |
| 8    | 8    | Shaune Fraser    | CAY Ilhas Cayman  | 49.07 |       |

#### Semifinal 2
| Pos. | Raia | Nadador               | CON                | Tempo | Notas |
| ---- | ---- | --------------------- | ------------------ | ----- | ----- |
| 1    | 4    | Nathan Adrian         | USA Estados Unidos | 47.97 | Q     |
| 2    | 8    | Hanser García         | CUB Cuba           | 48.04 | Q,    |
| 3    | 5    | Sebastiaan Verschuren | NED Países Baixos  | 48.13 | Q     |
| 4    | 3    | Brent Hayden          | CAN Canadá         | 48.21 | Q     |
| 5    | 1    | Yannick Agnel         | FRA França         | 48.23 | Q     |
| 6    | 7    | Konrad Czerniak       | POL Polônia        | 48.44 |       |
| 7    | 6    | Pieter Timmers        | BEL Bélgica        | 48.57 |       |
| 8    | 2    | Cullen Jones          | USA Estados Unidos | 48.60 |       |

### Final
| Pos.              | Raia | Nadador               | CON                | Tempo | Notas |
| ----------------- | ---- | --------------------- | ------------------ | ----- | ----- |
| Medalha de ouro   | 5    | Nathan Adrian         | USA Estados Unidos | 47.52 |       |
| Medalha de prata  | 4    | James Magnussen       | AUS Austrália      | 47.53 |       |
| Medalha de bronze | 7    | Brent Hayden          | CAN Canadá         | 47.80 |       |
| 4                 | 1    | Yannick Agnel         | FRA França         | 47.84 |       |
| 5                 | 6    | Sebastiaan Verschuren | NED Países Baixos  | 47.88 |       |
| 6                 | 2    | César Cielo           | BRA Brasil         | 47.92 |       |
| 7                 | 3    | Hanser García         | CUB Cuba           | 48.04 | =     |
| 8                 | 8    | Nikita Lobintsev      | RUS Rússia         | 48.44 |       |

Legenda
| Recorde mundial      | Recorde mundial (World record)               |                       | Recorde africano                      | Recorde africano (African) |                                           | Q | Classificado por posição (Qualified) |
| Recorde olímpico     | Recorde olímpico (Olympic record)            | Recorde da América    | Recorde da América (Americas)         | q                          | Classificado por melhor tempo (Qualified) |   |                                      |
| Melhor marca do ano  | Melhor marca do ano (World leading)          | Recorde asiático      | Recorde asiático (Asian)              | DNS                        | Não largou (Did not start)                |   |                                      |
| Recorde nacional     | Recorde nacional (National record)           | Recorde europeu       | Recorde europeu (European)            | DNF                        | Não terminou (Did not finish)             |   |                                      |
| Recorde pessoal      | Recorde pessoal do atleta (Personal best)    | Recorde da Oceania    | Recorde da Oceania (Oceania)          | DSQ / DQ                   | Desclassificado (Disqualified)            |   |                                      |
| Recorde da temporada | Recorde da temporada do atleta (Season best) | Recorde sul-americano | Recorde sul-americano (South America) | NM                         | Sem marca (No mark)                       |   |                                      |